# Mugla-Passage
Die Mugla-Passage (bulgarisch проток Мугла protok Mugla) ist eine 1,35 km breite Meerenge in der Moon Bay der Livingston-Insel im Archipel der Südlichen Shetlandinseln. Sie trennt die Nordseite der Burgas-Halbinsel einschließlich des Ihtiman Hook von der vorgelagerten Insel Half Moon Island. Dabei verbindet sie die Moon Bay mit der McFarlane Strait.
Bulgarische Wissenschaftler kartierten 2009. Die bulgarische Kommission für Antarktische Geographische Namen benannte sie 2010 nach der Ortschaft Mugla im Süden Bulgariens.